# Sinargalih (Lemahsugih)
Sinargalih is een bestuurslaag in het regentschap Majalengka van de provincie West-Java, Indonesië. Sinargalih telt 4338 inwoners (volkstelling 2010).